# Dorrit Weixler
Dorrit Weixler (27 de marzo de 1892 – 30 de noviembre de 1916) fue una actriz cinematográfica alemana, activa en la época del cine mudo.

## Biografía

### Carrera
Nacida en Berlín, Alemania, era la hermana mayor de la también actriz Grete Weixler. Dorrit Weixler actuó por vez primera en el cine trabajando en cortos dirigidos por el director Alwin Neuß (1879–1935) en 1911. En 1913 inició una fructífera colaboración con el director Franz Hofer y la productora Luna Film. Hofer escogió a Weixler para actuar en comedias en las que interpretaba a adolescentes temperamentales, independientes y entrañables, y que a menudo vestían traje de marinero. En sus primeras producciones con Hofer, Weixler pudo actuar con el futuro director Ernst Lubitsch y con la estrella del público Bruno Kastner. Weixler rodó unos once filmes con Hofer, popularizando sus personajes de adolescentes descaradas.
En 1915 pasó a trabajar para Oliver Film, pero su imagen no sufrió ningún cambio significativo. Entre 1915 y 1916 estrenó varias películas con sus aventuras, entre ellas Dorrits Chauffeur (1915), Dorrits Eheglück (1916) y Dorrit bekommt 'ne Lebensstellung (1916), siendo dirigida por Paul Otto y Paul Heidemann, entre otros.

### Muerte
A finales de mayo de 1916 Weixler formaba parte de un espectáculo teatral en la Nollendorfplatz de Berlín, "Dorrit Weixler Week", y que era una campaña de promoción de la actriz. Era la primera vez que Weixler actuaba en el teatro. El aforo estaba completo y Weixler debía interpretar números cómicos y de baile. Durante un baile, Weixler se desmayó en escena, y hubo de suspenderse el show. La prensa especuló sobre la dolencia de la actriz, hablándose de estrés o de un desorden neurológico. A causa de su mala salud tras el desvanecimiento, también hubo de suspenderse el rodaje de una película. A finales de ese año Weixler fue tratada con morfina, a la cual se hizo adicta. Por dicho motivo hubo de ingresar en un sanatorio de Berlín a fin de descansar y recuperarse. Sin embargo, el 30 de noviembre de 1916, a los 24 años de edad, Dorrit Wexler se suicidó por ahorcamiento. Fue enterrada en el Cementerio Südwestkirchhof de Stahnsdorf.
En 1921, cinco años después de su muerte, se estrenó en Alemania Dorittchens Vergnügungsreise. Rodada en 1916, la película fue dirigida por Paul Heidemann, y Weixler actuaba junto a Bruno Kastner y Kurt Busch.

## Fotografías

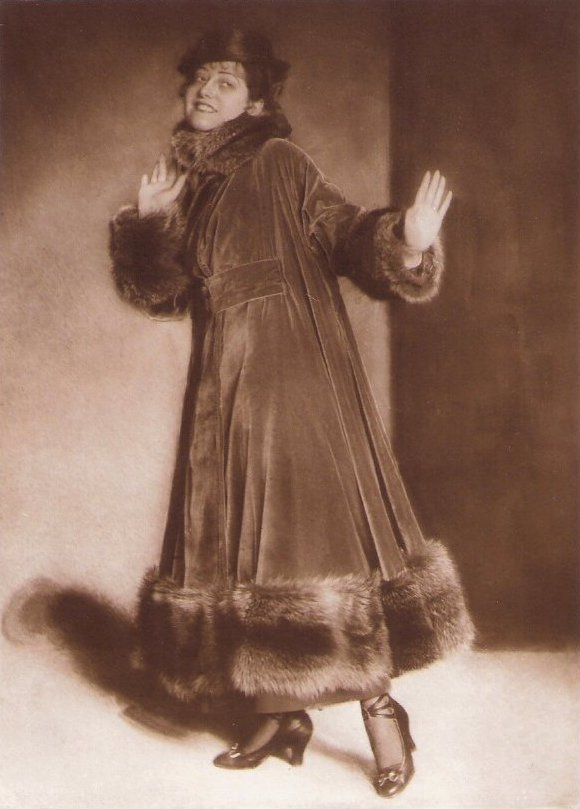
Dorrit Weixler en 1916 fotografiada por Karl Schenker
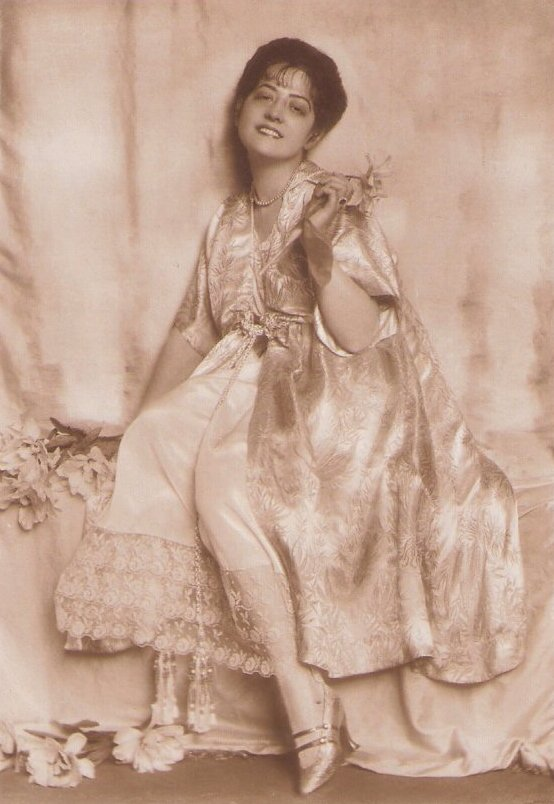
Dorrit Weixler en 1915 fotografiada por Karl Schenker
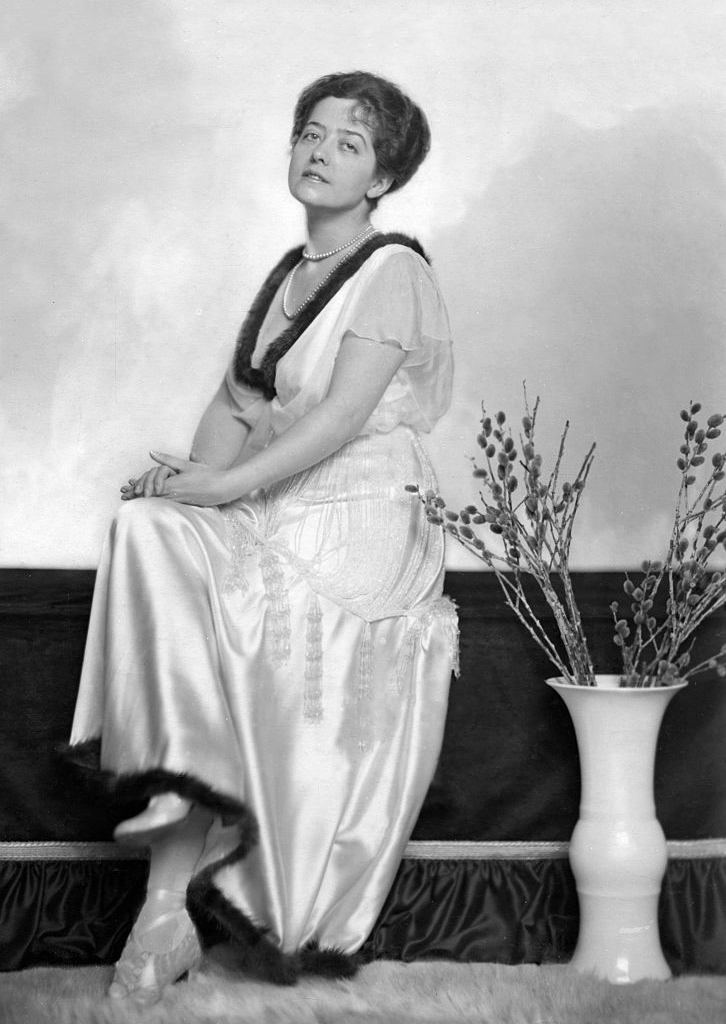
Dorrit Weixler fotografiada por Nicola Perscheid
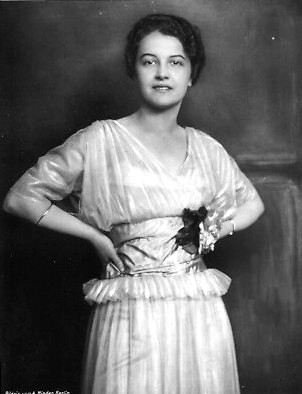
Grete Weixler, su hermana

## Filmografía
| - 1911: Alwin auf der Hochzeitsreise - 1911: Seine erste Liebe - 1912: Fräulein Chef - 1913: Das Töpfchen - 1913: Der Thronfolger - 1913: Die das Glück narrt - 1913: Der neue Unterpräfekt - 1913: Das rosa Pantöffelchen - 1914: Das Liebesbarometer - 1914: Der unsichtbare Zeuge - 1914: Malheurchen Nr. 8 - 1914: Sein Störenfried - 1914: Todesrauschen | - 1914: Deutsche Helden. Um des Lebens Glück betrogen - 1914: Weihnachtsglocken 1914 / Heimgekehrt - 1914: Fräulein Piccolo - 1915: Ein verliebter Racker - 1915: Kammermusik - 1915: Dorrits Chauffeur - 1915: Die Mieze von Bolle - 1915: Aschenbrödelchen - 1916: Die gestörte Hochzeitsnacht - 1916: Maria - 1916: Dorrit bekommt eine Lebensstellung - 1916: Dorritchens Vergnügungsreise - 1916: Dorrits Eheglück |